# 620

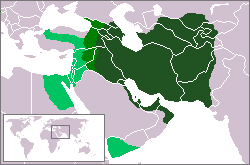
Het Perzische (Sassaniden) Rijk ca. 620

Het jaar 620 is het 20e jaar in de 7e eeuw volgens de christelijke jaartelling.

## Gebeurtenissen

### Byzantijnse Rijk
- Byzantijns-Perzische Oorlog: Koning Khusro II verovert Ancyra, een belangrijke Byzantijnse militaire basis in Centraal-Anatolië. Hij herstelt de oude rijksgrenzen (sinds 490 v.Chr. onder het bewind van koning Darius I) en lijft Egypte na een moeizame campagne in bij het Perzische Rijk.

### Europa
- De Visigoten onder leiding van koning Sisebut heroveren grotendeels de kuststrook van Spania (Zuid-Spanje) en belegeren Cartagena. De Byzantijnse heerschappij op het vasteland raakt verzwakt. Sommige garnizoenen (met name op de Balearen) proberen wanhopig stand te houden.
- Vlissingen wordt voor het eerst vermeld. In het gebied stichten mensen een dorpskern met een bloeiende akkerbouw, veeteelt en vishandel. (waarschijnlijke datum)

## Geboren
- Cedd, Angelsaksisch bisschop (waarschijnlijke datum)

## Overleden
- Finbarr, Iers bisschop (waarschijnlijke datum)
- Gallus, Iers monnik en missionaris (of 640)
- Machutus, Welsh bisschop (waarschijnlijke datum)
- Merinus, Iers abt en heilige (waarschijnlijke datum)
- Sisebut, koning van de Visigoten (of 621)